# 호미사이드 (2003년 영화)
《호미사이드》(영어: Hollywood Homicide)는 미국에서 제작된 론 셸턴 감독의 2003년 버디 경찰 액션 코미디 영화이다. 해리슨 포드, 조시 하트넷 등이 출연하였고, 루 피트 등이 제작에 참여하였다.

## 출연진
- 해리슨 포드
- 조시 하트넷
- 레나 올린
- 브루스 그린우드
- 아이제이아 워싱턴
- 롤리타 더비더비치
- 키스 데이비드
- 마스터 P
- 글래디스 나이트
- 루 다이아몬드 필립스
- 메러디스 스콧 린
- 커럽트
- 안드레이 벤저민
- 앨런 데일
- 클라이드 구사쓰
- 드와이트 요컴
- 마틴 랜다우
- K. D. 오베어
- 에릭 아이들
- 저넷 매커디
- 일로이 커사도스
- 프랭크 시나트라 주니어
- 로버트 와그너
- 앤서니 매키
- 스모키 로빈슨

## 기타 제작진
- 공동 제작: 로버트 수자, 얼레이그라 그레그, 스콧 번스틴
- 배역: 에드 존스턴
- 미술: 짐 비슬
- 의상: 버니 폴랙
- 음악 감독: 돈 솔레어, 캐시 넬슨